# Juan Ramírez de Almarza
Frey Juan Ramírez de Almarza (Almarza, último tercio del siglo XVI - Madrid, 1624) eclesiástico español, caballero de la Orden de Santiago, consejero de Felipe III en el Consejo de la Suprema Inquisición.

## Biografía
Nacido en Almarza, provincia de Soria, era un noble soriano descendiente del linaje de los Ramírez de Arellano, señores de los Cameros, emparentado con los Ramírez de Lucena de Soria y los Ramírez de Fuenleal de Villaescusa de Haro, que dieron a la iglesia católica diez obispos. En 1366 Enrique de Trastamara, concedió el Señorío de Cameros a uno de sus fieles ayudantes, Juan Ramírez de Arellano.
Estudió derecho y teología en la Universidad de Salamanca donde alcanzó el grado de doctor. Fue profesor en el convento de San Marcos de León y en la Universidad de Salamanca. A la muerte de su tío Francisco Ramírez de Almarza, le sucedió en el cargo de inquisidor, y fue cuando entró al servicio de Felipe III y admitido como caballero de la Orden de Santiago. Fue obispo electo de Cuzco. 
En su testamento otorgado en Madrid en 1624, pide hacer una capilla en la iglesia parroquial de Santa Lucía en Almarza para ser enterrado allí, y gran parte de su patrimonio lo destina a obras de carácter pío y social. Fundó capellanía en Almarza. También deja testamentado que a su muerte cada año se le paguen estudios a dos jóvenes bien de Almarza o de la comarca para estudiar en la Universidad de Salamanca.